# Дзюбенко-Мейс Наталія Язорівна
Наталія Язорівна Дзюбе́нко-Мейс (нар. 4 червня 1953, с. Київець, Миколаївський район, Львівська обл.) — українська письменниця (поетеса, прозаїк, публіцистка). Дружина Джеймса Мейса. Членкиня НСПУ (1989), член Ради Всеукраїнської Асоціації дослідників голодомору-геноциду України. Заслужений працівник культури України.

## Навчання і робота
Закінчила Львівський університет (1975). Працювала кореспондентом, старшим редактором видавництв «Каменяр» (Львів, 1982—1983), «Радянський письменник» (1983—1989), завідувачем відділу історії України газети «Голос України» (Київ, 1989—2002). Редакторка, упорядниця, одна з авторів документальної книги «Голод 33» (Київ, 2003).

## Громадська діяльність
Членкиня Національної спілки письменників України(1989).
Веде активну просвітницьку роботу — в бібліотеках, клубах, школах, вищих навчальних закладах України.
Член Ради Всеукраїнської Асоціації дослідників голодомору-геноциду України.

## Творчість
Перша збірка поезій Н.Дзюбенко «Притча про зорю» побачила світ у Львові 1983 року. Роман письменниці «Андрій Первозванний» (1999) став справжнім відкриттям для української літератури.
Наталя — Отримала Гран-прі на Бучацькому міжнародному книжковому ярмарку та Львівському книжковому ярмарку (2019), . Її вірші часто сповнені біблійними сюжетами, історичними ремінісценціями (зокрема на тему Голодомору), оптимістичними поглядами у майбутнє.
Вона автор численних публікацій з історії України.
Наталя Дзюбенко-Мейс — консультант десятків фільмів, присвячених трагедії Голодомору. Автор численних аналітичних статей і досліджень з питань Голодомору 1932-33-х років та забутих сторінок історії України, опублікованих у різних періодичних виданнях та збірниках.
Автор-упорядник книги «Голод-33»(2003), упорядник книг «День і вічність Джеймса Мейса» та «Ваші мертві вибрали мене», «Свічка у вікні», «Матеріалів Конгресової Комісії США по вивченню Великого Голоду в Україні» у 4 томах, в яких зібрані матеріали історичних досліджень її чоловіка. Наталія Дзюбенко-Мейс — автор, науковий редактор і упорядник книги Джеймса Мейса «Україна: матеріалізація привидів», яка, за результатами численних опитувань, незмінно входить у п'ятірку топ-видань за всю історію незалежної України.
Науковий консультант та співавтор десятків документальних стрічок та відеофільмів, присвячених Голодомору 1932-33 років в Україні.

### Книжкові видання
«Притча про зорю». Видавництво «Каменяр», Львів", 1983
«Перепливти ріку» (1986), 
«Андрій Первозванний» [Текст]: роман / Наталя Дзюбенко-Мейс ; Київ: Гранослов, 1999. — 331, [3] с.
«День холодного сонця(2008)
«Та, що біжить по стерні» (2016)
«Сковорода»: поеми, балади, цикли / Наталя Дзюбенко-Мейс ; [іл. Франчук В. А.]. — Київ: Саміт-Книга, 2020. — 218,
«Грим для сірої маски». Поезії/Наталя Дзюбенко-Мейс. -К.:. «Альтернатива друк». 2021). -248 с. ISBN 978-966-9764-86-7

## Нагороди і відзнаки
2009 — Почесне звання «Заслужений працівник культури України»
2000 — Всеукраїнська літературна премія імені Олеся Гончара
Міжнародна премія імені Д. Нитченка
Міжнародна премія імені П. Куліша
2022 — Міжнародна літературно-мистецька премія імені Григорія Сковороди